# 布盧比尤特鎮區 (北達科他州麥肯齊縣)
布盧比尤特鎮區（英語：Blue Butte Township）是位於美國北達科他州麥肯齊縣的一個鎮區。

## 地方資料
布盧比尤特鎮區的面積為92.41平方千米，當中陸地面積為89.34平方千米，而水域面積為3.06平方千米。根據2020年美國人口普查的數據，當地共有人口86人，而人口密度為每平方千米0.93人。